# Triporteur from Hell
Triporteur from Hell is een Belgisch bier van hoge gisting.
Het bier wordt gebrouwen door Bert Van Hecke van BOMBrewery. BOMBrewery uit Roeselare werkt als zigeunerbrouwerij samen met verschillende brouwerijen waar het bier gebrouwen wordt op basis van een brouwpakket. Alle ingrediënten worden gemengd en verpakt aangeleverd door BOMBrewery. De brouwerij die het bier brouwt kent dus de samenstelling niet.
Het is een bruin bier met een alcoholpercentage van 6,6% met een gebrande moutsmaak, licht zoetig, toetsen van karamel en chocolade met een droge vrij bittere afdronk. De gebruikte mouten werden door BOMBrewery (Belgische Originele Moutbakkerij en brouwerij) zelf gebrand en geroosterd.